# Enzianhütte (Zillertaler Alpen)
Die Enzianhütte ist eine private Schutzhütte in den westlichen Zillertaler Alpen auf 1894 m s.l.m. Höhe.
Die Hütte liegt etwa vier Kilometer südlich des Brennerpasses im ehemaligen Skigebiet Zirog oberhalb des Weilers Brennerbad (Gemeinde Brenner). Bewirtschaftet wird die Hütte im Sommer und im Winter. Im Winter wird die Zufahrtsstraße als Rodelbahn präpariert. Die Hütte ist Ausgangspunkt für die Besteigung des Wolfendorn (2774 m), der Flatschspitze (2566 m) oder auch der Rollspitze (2800 m). Über das Schlüsseljoch (2212 m) ist ein Übergang nach Kematen im Pfitscher Tal möglich.
Benachbarte Schutzhütten sind die Landshuter Europahütte in der Nähe des Kraxentragers direkt auf der Landesgrenze zwischen Österreich und Italien oder die private Hühnerspielhütte oberhalb von Gossensaß.